# Spira (stav)
En spira är en stav, vanligtvis av guld som regenter kan hålla, oftast i höger hand, för att visa sin makt. Olika former av spiror har använts sedan antiken som auktoritetssymboler.  I Romarriket använde konsulerna elfenbensstavar som ämbetssymbol.  Militära befälhavare, legater, bar en stav som tecken på den auktoritet som delegerats till dem. 
Ibland kombineras spiran med en lilja, och kallas då liljestav eller liljespira. 

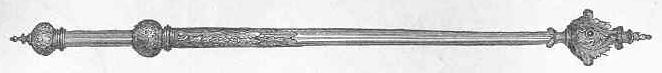
Johan III:s spira.
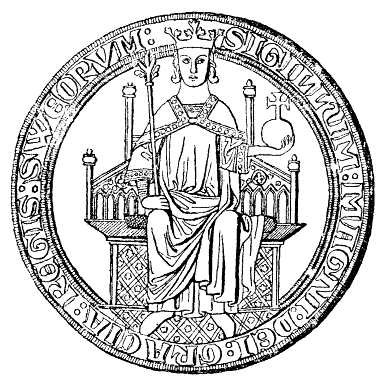
Magnus Ladulås sigill, med spiran i höger hand.
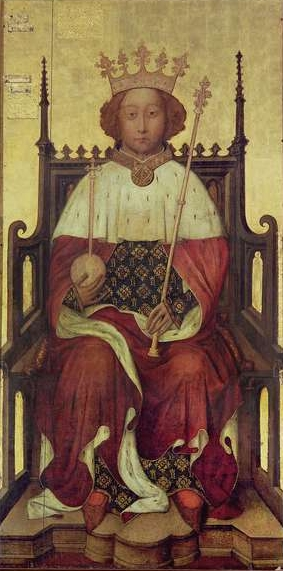
Rikard II av England, med spiran i vänster hand.
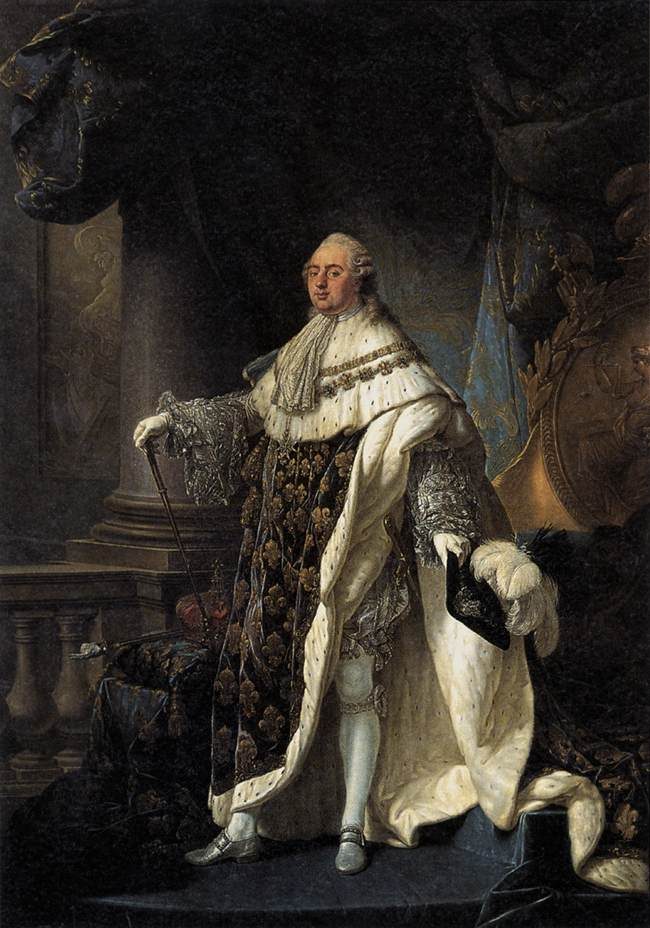
Ludvig XVI med spiran i höger hand.
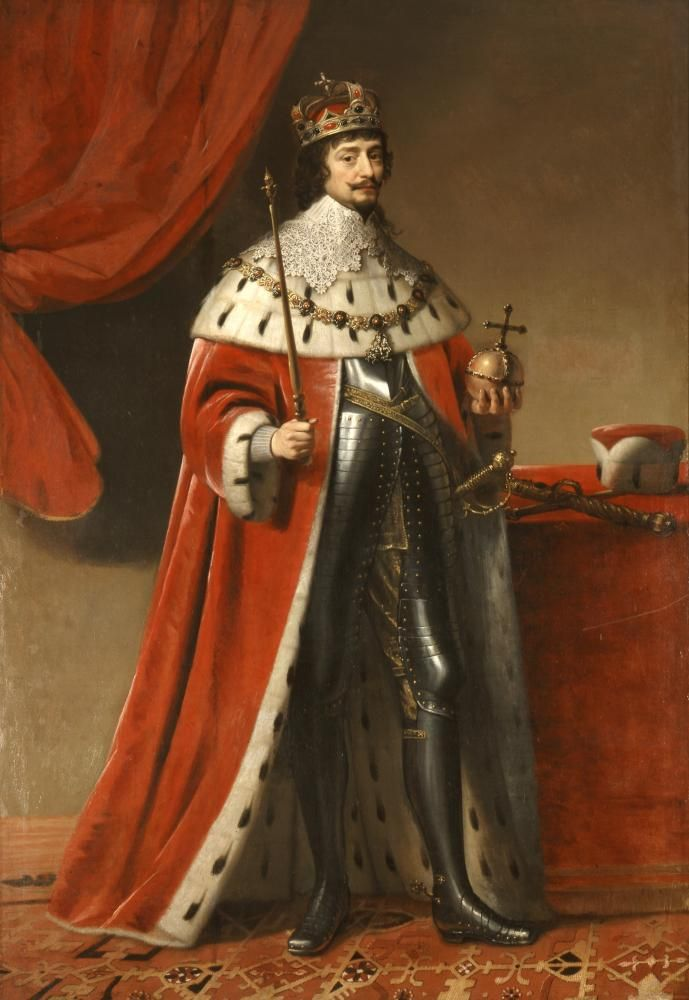
Fredrik V av Pfalz med spiran i höger hand.
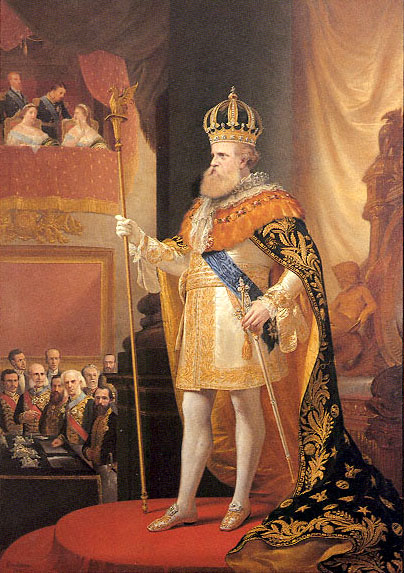
Peter II av Brasilien:s mycket långa spira, i höger hand.
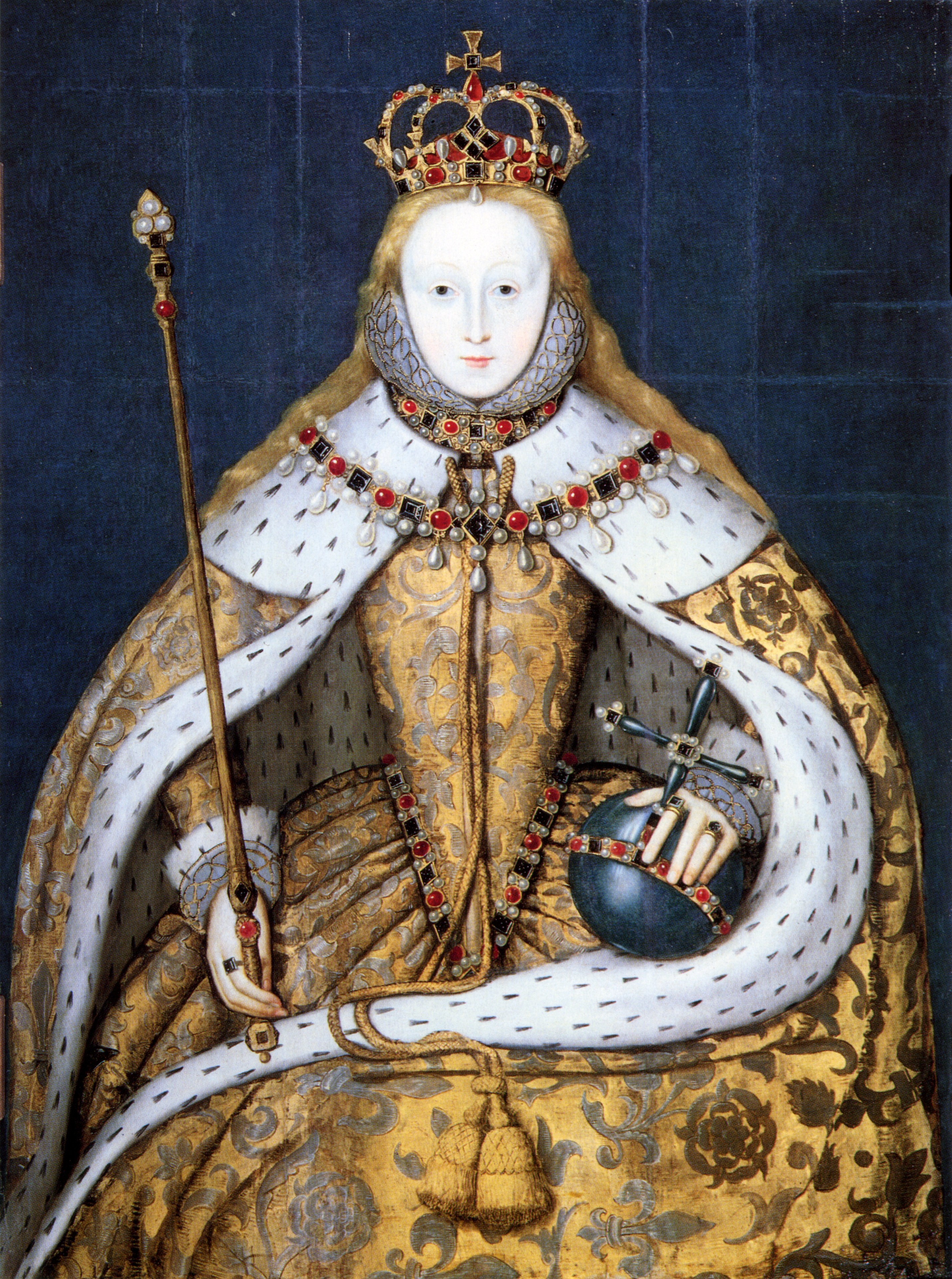
Elisabet I av Englands kröning med spira, krona, och äpple.
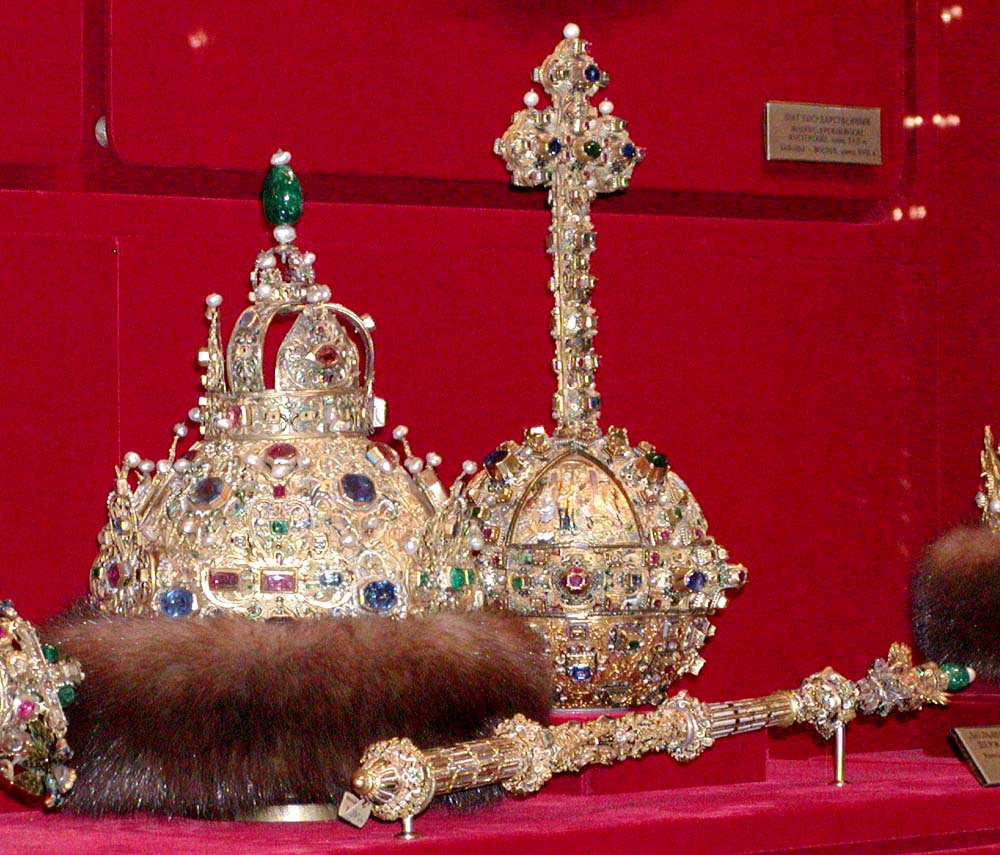
Ryska kejserliga regalier.